# Abram Petrovics Hannibal
Abram Petrovics Hannibal (oroszul Абрам Петрович Ганнибал, más néven Gannibal vagy Hannibal vagy Ibrahim Hannibal vagy Abram Petrov, 1696. – 1781. május 14.) afrikai származású orosz tábornok, hadmérnök, Reval kormányzója, Alekszandr Szergejevics Puskin dédapja. I. Péter orosz cár hívatta Oroszországba, ahol a tábornoki rangig vitte.

## Élete

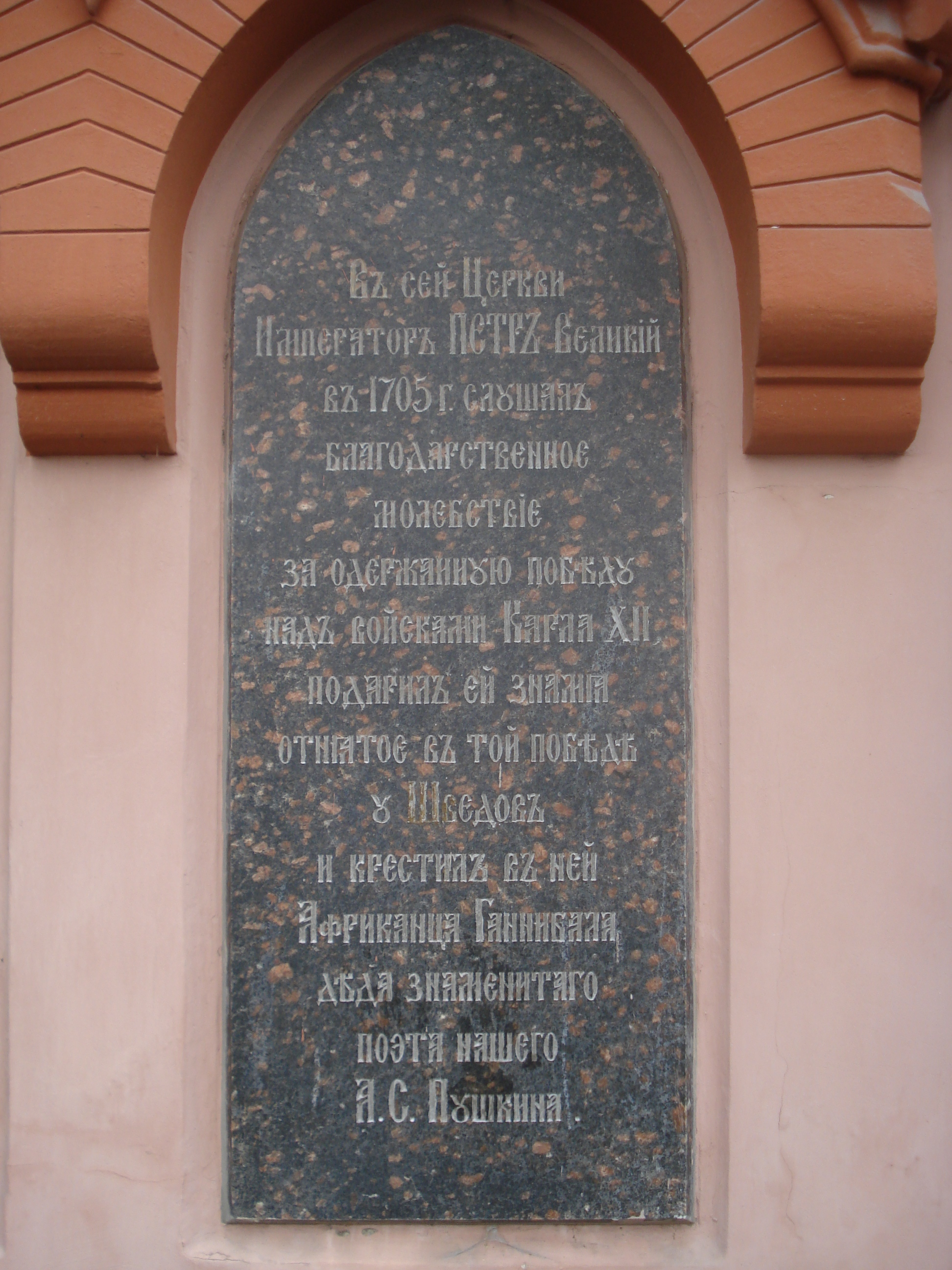
Hannibál megkeresztelését bizonyító felirat Vilniuszban

Származása ismeretlen. A legkorábbi írások azt sugallják, hogy valamikor 1696 táján születhetett egy Lagon nevű etióp faluban, a mai Etiópia területén. Egy kisebb földesúr 19. gyereke volt. Egy 1996-os kutatás szerint igazából a kameruni Logone-Birni szultánátusból származik. Egy 1742-es dokumentumban, amikor nemességet kapott, a címerére egy elefánt képét és a rejtélyes FVMMO szót kérvényezte. Ez állítólag hazáját, Kotokót jelképezi, bár a szöveg a következő lehet: Fortuna Vitam Meam Mutavit Oppido, ami azt jelenti: A sors megváltoztatta az életem a városban.
Hétéves korában, 1703 körül Konstantinápolyba került, mivel a nemesemberek fiait akkor a szultán elé vitték, hogy rabszolgának adják el őket. 1704-ben a konstantinápolyi orosz nagykövet, Szavva Raguzinszkij-Vlagyiszlavics vette maga mellé, aki a felettesei parancsai szerint cselekedett. Mindez I. Péter cár utasítására történt. Nem ő volt az egyetlen fekete fiú, akivel ezt cselekedték. Akkoriban számos szerecsen fiú szolgált az európai udvarokban.
Hannibált 1705-ben keresztelték meg Vilnában. Keresztapja maga a cár volt.

## Oktatása
1717-ben Párizsba került, ahol bölcsészet-, természet- és harci tudományokat tanult. Akkor már számos nyelvben szerzett jártasságot, ismerte a matematikát és a geometriát. XV. Lajos francia király oldalán harcolt annak unokaöccse, V. Fülöp spanyol király ellen, és kapitányi rangot kapott. Ekkor vette fel a Hannibal nevet is, a neves karthágói harcos tiszteletére. Párizsban olyan személyiségekkel találkozott, mint Denis Diderot és Voltaire.

## I. Péter uralkodása alatt

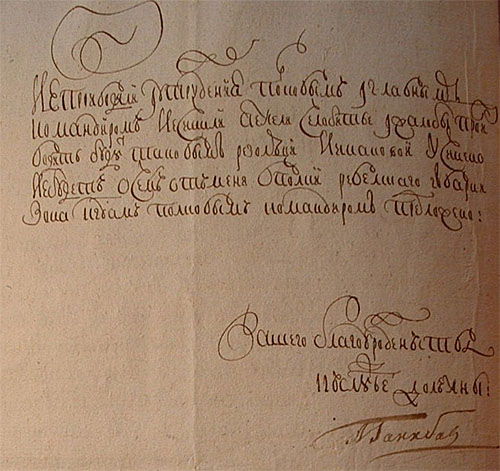
Egy A. Hanibal néven aláírt levél Revalból, 1744. március 22-i dátummal

1722-re befejezte tanulmányait, és vissza kívánt térni Oroszországba. Írt I. Péternek, és engedélyt kért, hogy szárazföldön térhessen vissza, ne tengeren. Állítólag a hazaúton találkozott Péter cárral, pár kilométerrel Moszkva előtt.
1725-ben meghalt I. Péter, ezután 1727-ben Szibériába száműzték. 1730-ban térhetett csak vissza. 1741-ben Erzsébet orosz cárnő udvarában lett fontos személy, tábornokká nevezték ki, és ő lett Reval, a mai Tallinn kormányzója. Ezt a pozíciót 1742 és 1752 között töltötte be. 1762-ben vonult nyugállományba.

## Családja

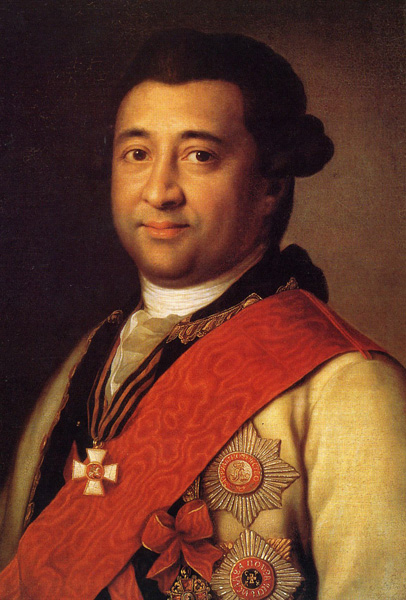
Ivan Gannibal, Abram legidősebb fia

Hannibál kétszer nősült. Első felesége a görög Evdokia Dioper volt, 1731-ben házasodtak össze. Egy lányuk született. Mivel feleségét kényszerítették a házasságra, hűtlen lett, mikor ez kiderült, Hannibál börtönbe záratta, ahol 11 évet töltött áldatlan viszonyok között. Hannibál ekkor egy másik nővel, Christina Regina Siöberggel (1705–1781) élt együtt, akit 1736-ban vett el Tallinnban, egy évvel közös gyermekük születése után. Ekkor hivatalosan még mindig érvényes volt első házassága. 1753-ban sikerült elválni Diopertől. Második feleségének családja Skandináviából és Németországból származott. Christinával tíz gyerekük született, köztük egy fiú, Oszip. Oszipnak lett egy lánya, Nagyezsda, aki Alekszandr Szergejevics Puskin anyja volt. Hannibál legidősebb fia, Ivan tengerésztiszt lett, és 1779-ben a második legmagasabb rangig vitte.

## Fordítás
- Ez a szócikk részben vagy egészben  az   Abram Petrovich Gannibal című angol Wikipédia-szócikk ezen változatának fordításán alapul.  Az eredeti cikk szerkesztőit annak laptörténete sorolja fel. Ez a jelzés csupán a megfogalmazás eredetét és a szerzői jogokat jelzi, nem szolgál a cikkben szereplő információk forrásmegjelöléseként.